# Конта, Луиза
Луиза-Франсуаза Конта́ (фр. Louise-Françoise Contat; 16 июня 1760, Париж — 9 марта 1813, там же) — французская театральная актриса. Играла в пьесах Мольера и Мариво.

## Биография
Луиза-Франсуаза Конта родилась в 1760 году в Париже. Её родителями были Жан-Франсуа Конта и Мадлен-Франсуаза Леруа. Сестра актрисы Эмили Конта.
Конта училась у Мадам Превиль и в 1776 году дебютировала на сцене «Комеди Франсез». Первоначально выступала в амплуа инженю, затем молодых «влюблённых» и кокеток. В 1784 году Бомарше настоял на её выступлении в роли субретки Сюзанны в «Женитьбе Фигаро». Актриса имела большой успех и с этого времени играла ведущие роли в комедиях Мольера, Реньяра, Детуша, Мариво. В числе наиболее удачных её ролей были Селимена («Мизантроп» Мольера), Дорина («Тартюф»), Селианта («Женатый философ» Детуша). В 1793 году она стала первой исполнительницей роли Араминты в «Ложных признаниях» Мариво. Обладая красивой внешностью, изящными манерами и живым умом, Луиза Конта заняла положение ведущей комедийной актрисы «Комеди Франсез». Современники дали ей прозвище «Талия», в честь музы комедии.
В 1793 году, в период революции, Конта вместе с другими актёрами была арестована якобинскими властями по обвинению в роялизме (известно, что она была подругой королевы Марии-Антуанетты). Однако вскоре она была освобождена, в том числе благодаря заступничеству Тальма, и в 1794 году вернулась на сцену. Позднее она исполняла роли комических старух (например, мадам Патен в «Модном кавалере» Данкура) и «благородных матерей».
В 1809 году Луиза Конта вышла замуж за Поля де Форжа де Парни (Paul de Forges de Parny) и оставила сцену. Она умерла в 1813 году в Париже и была похоронена на кладбище Пер-Лашез.